# Грозовой перевал (фильм, 2026)
«Грозовой перевал» (англ. Wuthering Heights) — будущая американская драма режиссёра Эмиральд Феннелл по её же сценарию. Экранизация одноимённого романа Эмили Бронте 1847 года. Главные роли в фильме исполнят Марго Робби и Джейкоб Элорди. Фильм планирует выпустить в кинопрокат компания Warner Bros. Pictures.

## Сюжет
История страстной любви между Кэтрин Эрншоу и Хитклифом, которого её отец взял на воспитание. Когда отец умирает, родной брат Кэтрин, завидуя тому, что Хитклиф был любимцем их отца, обращается с Хитклифом как со слугой и избивает его. Сюжет рассказывает о неистовой любви Хитклифа и Кэтрин, а также о ярости, боли, ревности и мести Хитклифа, которые он безжалостно обрушивает на человека, мешающего ему жениться на ней, — Эдгара Линтона.

## В ролях
- Марго Робби — Кэтрин Эрншо
- Джейкоб Элорди — Хитклифф
- Оуэн Купер — молодой Хитклифф

## Производство
Эмеральд Феннелл объявила о начале работы над проектом в своих социальных сетях 13 июля 2024 года. Производством фильма занимаются компании MRC и LuckyChap Entertainment Марго Робби. Сценарий фильма, основан на романе Эмили Бронте 1847 года, написан Феннелл. Третья совместная работой Феннелл и Робби после «Девушки, подающей надежды» (2020) и «Солтберна» (2023). В сентябре 2024 года Робби и Джейкоб Элорди получили главные роли, что стало второй совместной работой Элорди и Феннелл после «Солтберна». Основные съёмки запланированы на 2025 год в Великобритании. В ноябре 2024 года к актёрскому составу присоединились Хонг Чау, Элисон Оливер и Шазад Латиф.
Председатель совета директоров Netflix Дэн Лин предложил 150 миллионов долларов за приобретение прав на распространение фильма. Феннелл и Робби не решались согласиться, поскольку хотели обеспечить фильму кинопрокат и маркетинговую кампанию. Мэтью Беллони из Puck отметил, что Робби еще предстоит сняться в оригинальном фильме Netflix или стать его продюсером и что Феннелл придется решать, где выпускать фильм. В октябре компания Warner Bros. Pictures, заключившая сделку с LuckyChap, выиграла торги за права на фильм, хотя её предложение в 80 миллионов долларов было ниже, чем у Netflix, после гарантии широкого кинопроката и значительных маркетинговых обязательств.
Съёмки начались в Великобритании в январе 2025 года.
Премьера фильма запланирована на 14 февраля 2026 года.